# Sfida a Silver City
Sfida a Silver City (Salt of the Earth) è un film del 1954 diretto da Herbert J. Biberman.

## Trama
Nel (immaginario) paese statunitense di Zinc City, nel Nuovo Messico, Ramon Quintero è uno dei messicano-statunitensi che costituiscono la maggior parte della forza lavoro impiegata nella locale miniera, la principale impresa della cittadina. Egli – in accordo col sindacato – è uno dei principali promotori dello sciopero dei minatori, il cui fine è ottenere migliori condizioni di lavoro, una paga equiparata a quella dei lavoratori di pura origine anglosassone, o comunque non latina, che guadagnano di più, e un miglioramento delle condizioni abitative nelle case che essi occupano, di proprietà della compagnia mineraria.
Gli scioperanti organizzano un picchetto all'entrata dello stabilimento estrattivo – al fine di impedire l'entrata di eventuali crumiri -, e la situazione si protrae, nonostante le difficoltà crescenti vissute dalle famiglie dei lavoratori, sostenuti comunque, nei limiti del possibile, dai sindacati di tutta la nazione, solidali. Ramon stesso viene arrestato sulla falsa accusa di aggressione e resistenza a pubblico ufficiale, e mentre è detenuto sua moglie Esperanza dà alla luce il suo terzo figlio. Ma dopo alcuni mesi di braccio di ferro con i proprietari della miniera, che non intendono venire a trattative, gli scioperanti sono fatti oggetto di un'ingiunzione di legge che li costringe a sciogliere il picchetto, sotto pena d'arresto.
Le mogli dei minatori, allora, ed in generale le donne della cittadina - che non sono soggette all'ingiunzione in quanto non impiegate presso l'azienda - prendono il loro posto, e si organizzano per proseguire il picchettaggio, non senza diversi paradossali malumori e dissensi dimostrati dagli uomini meno emancipati della collettività, che non vedono di buon occhio il fatto che le donne possano esercitare potere su un dominio considerato essenzialmente maschile. Le donne resistono ad alcune cariche di polizia, ma alla fine molte di esse vengono, per qualche motivo, arrestate, intasando la locale prigione. Anche per la solidarietà di altre donne, provenienti da altre città, che si presentano al picchetto, lo sciopero prosegue. E alla fine le mogli dei minatori vengono scarcerate.
La proprietà gioca la sua ultima carta, intimando lo sfratto delle famiglie dei lavoratori dalle case appartenenti all'impresa. Si inizia proprio dalla casa dei Quintero: i mobili, gli oggetti e le suppellettili vengono portati fuori di casa, mentre una crescente folla si raduna progressivamente davanti all'abitazione. Donne trasportano di nuovo entro le mura della casa ciò che lo sceriffo e i suoi aiutanti hanno portato fuori, finché l'intero paese accorre: le forze dell'ordine e la manovalanza addetta allo sfratto – un numero tutto sommato esiguo di persone - si rendono conto allora di non potere nulla di fronte a tale nutrita mobilitazione, e abbandonano il campo.
Lo sceriffo, allontanatosi, relaziona con un rappresentante dei proprietari della miniera, che stazionava in un'auto, poco discosto dall'arena degli avvenimenti, e che alla fine ammette di essere costretto e disposto a trattare con gli scioperanti. I quali non sanno ancora di aver finalmente vinto nella loro impresa, ma comunque, visto il corso preso dagli avvenimenti, si rallegrano per aver trovato nell'unione e la cooperazione verso il fine comune un motivo di fierezza e gioia, dopo tanti patimenti subiti (da tanti).   

## Riconoscimenti
- 1954 - Festival internazionale del cinema di Karlovy Vary
  - Globo di Cristallo